# Народноослободилачка борба Албаније
Док је Црвена армија надирала према Бугарској и Румунији, а НОВЈ припремала своје последње офанзивне операције за коначно истеривање и унишење окупаторских снага, и албанска НОВ кренула је у коначни обрачун с окупаторским и квинслишким јединицама на својој територији.
Та је борба почела у Албанији у ствари још 1939. када је фашистичка Италија окупирала ову малу средоземну и балканску земљу, својег непосредног суседа на другој обали Јадранског мора. Организоване облике добила је ипак тек оснивањем Комунистичке парије Албаније, 8. новембра 1941. године у Тирани. Већ на почетку 1942. године албански комунисти основали су диверзанске групе, које убрзо прерастају у чете. Својим успешним акцијама против окупатора албански партизани су стицали све већи углед међу народом. Поготово када је лета 1942. створена прва ослобођена територија у пределима: Подгори, Опари, Скрапрари, а ослобођено је и место Цороводе, били су створени повољни услови за јачи размах ослободилачког покрета. Велику помоћ ослободилачком покрету у Албанији пружио је и ЦК КПЈ.
Да би се томе што делотворније одупрле, а саме на сузбијање НОП-а Албаније покренуле што мање снага, окупаторске власти почеле су реакционарне кругове албанских земљопоседника и трговаца да оснују своју организацију за борбу против комунистичке опасности. Тако је настала војна квислиншка организација Бали Комбетар, чији су се поједини делови до краја рата борили на страни, прво италијанских, па онда немачких окупатора.
Када је капитулирала Италија, Врховни штаб НОВ Албаније позвао је италијанске војнике да предају оружје и да се прикључе партизанима. Будући да се командант италијанских трупа у Албанији, генерал Далмаззо, није одазвао овом позиву, немачки 21. брдски корпус разоружао је већ број италијанских јединица. Сада су нови окупатори били Немци. Немци су око себе окупили све домаће квислинге и организацију Бали Комбетар, а формирали су и монархофашистичку организацију Легалитет. Одмах су покренули веће операције против НОВ Албаније, који је капитулацијом Италије значно ојачао. Формиране су нове јединице, па је НОВ Албаније при крају 1943. године имао око 20.000 бораца. У саставу НОВ Албаније борио се од капитулације Италије и партизански батаљон "Боро Вукмировић", који је настао од политичких затвореника с Косова и из других крајева Југославије који су приликом капитулације Италије изашли из албанских логора и завора.
Када су Немци крајем 1943. и на почетку 1944. године изводили зимску офанзиву у Југославији, почели су и операције против НОВ Албаније. Немци и квислиншке формације починили су тешке злочине међу албанским становништвом и на хиљаде их одвели у логоре у Приштини, Матхаузену, Буцхенвалду и другде. Али и окупаторови губици били су знатни – 3.000 погинулу и око 2.000 рањених.
Још док је трајала немачко-квислиншка зимска офанзива, на тлу Албаније формиране су нове бригаде НОВ Албаније. У пролеће 1944. године НОП се толико проширио да се у Пермету 24. маја 1944. могао одржати Први антифашистички националноослободилачки конгрес. Изабрано је Антифашистичко народноословодилачко веће од 121 члана као највише законодавно и извршно тело. Веће је изабрало Национални антифашистички комитет од 13 чланова, који је имао све атрибуте привремене народне владе. Донета је одлука о уређењу нове демократске Албаније и о забрани повратка краља Зогуа.
Из борбе у борбу, јер су Немци у мају почели нову офанзиву, јачала је оружана снага ослободилачког покрета, тако да је у августу 1944. године формиран и 1. корпус. До новембра 1944. НОВА је имала већ три корпуса, односно осам дивизија, отприлике 70.000 војника.
У Берату је од 20. до 23. октобра 1944. године одржано заседање Антифашистичког националноослободилачког већа, на којем је одлучено да се Национални антифашистички комитет претвори у демократску владу Албаније. Одлучено је и то да народноослободилачки одбори обављају функцију органа власти, а да националноослободилачки фронт делује као општенародна политичка организаија.
У том раздобљу почело је повлачење немачке групе армија Ф из Грчке, па је НОВА морала водити борбе против 21. армијског корпуса из те велике непријатељске формације. Најжешћи окршаји водили су се за ослобођење Елбасана и Тиране. Из оба града Немци су се повукли 21. новембра, а 29. новембра ослобођен је и Скадар. Тиме је цела Албанија била ослобођена фашистичког окупатора.
На предлог који је дао Врховни штаб НОВЈ у завршним операцијама за ослобођење Југославије учествовале су и 5. и 6. дивизија НОВА. Заједно с јединицама НОВЈ бориле су се за ослобођење Косова, Црне Горе и Санџака, а у фебруару 1945. године пребачене су на Косово, где су учествовале у борбама за ликвидацију контрареволуционарних снага.
Народноослободилачка војска Албаније стално је ангажовала око 100.000 италијанских, а касније око 70.000 намачких војника. У борбама против НОВА, италијански и немачки губици износили су око 70.000 погинулих, рањених и заробљених. У току рата животе је изгубило 28.000, рањено је 12.600, а у разним логорима је било 10.000 Албанаца.